# Metalimnobia imitatrix
Metalimnobia imitatrix är en tvåvingeart som först beskrevs av Alexander 1923.  Metalimnobia imitatrix ingår i släktet Metalimnobia och familjen småharkrankar.
Artens utbredningsområde är Uganda. Inga underarter finns listade i Catalogue of Life.